# E va bene così/Il futuro è già in mezzo a noi
E va bene così/Il futuro è già in mezzo a noi è un singolo del cantautore italiano Pupo, pubblicato dalla CGD nel 1983. Entrambi i brani erano inseriti nell'album Cieli azzurri, uscito nello stesso anno.

## Tracce

### Lato A
- E va bene così 3:25 (E. Ghinazzi)

### Lato B
- Il futuro è già in mezzo a noi (E. Ghinazzi - G. Tinti)